# 陰謀論
陰謀論（英語：Conspiracy theory），是指在其他解釋更有可能的情況下，將事件或現實情況解釋成邪惡而又強力的集團在背後密謀的理論，這些理論一般由於缺乏更多可靠的證據而不可證偽，並且邏輯上可能是自洽的，因此可能有相當多的信眾，並且認為實施陰謀的行為者基於政治動機會打壓陰謀論者的言論。
陰謀理論的支持者被稱為陰謀論者，此一用詞一般具有負面意味，因為陰謀理論的支持者可能是靠著偏見或不充分的證據去將事件的原因訴諸陰謀。不過，陰謀論仍然有其潛在正面影響，並非絕對都是負面的。
陰謀論並不等同陰謀；前者指的是具有若干特質的假說。比如它們總是與有資格評價其準確性者（像是科學家或歷史學家）的主流共識唱反調。
阴谋论欠缺可否證性，並靠著循環論證強化論點：不論是反對陰謀論的證據，還是實質證據欠奉，都能被陰謀論者視為支持其想法的證據，致使其成為了信念問題，並不能夠證明或反駁。研究顯示相信陰謀論可能對心理有害，或可視作一種病态。它跟心理投射、偏執狂、馬基雅維利主義有關。心理学家认为，虚幻的模式认知會使人們在沒有陰謀的地方「發現」陰謀。不過，目前的科學共識認為大多陰謀論者並不具有病態特徵，因為有關認知取向（比如施事者偵測、焦虑反應）可能與經演化產生的人類神經系統有一定關係。
陰謀論在歷史上跟偏見、獵巫、战争、种族灭绝存有密切關係。恐怖袭击的肇事者往往对陰謀論深信不疑。提摩太·麥克維、安德斯·布雷维克，乃至納粹德國、斯大林治下的苏联、埃尔多安治下的土耳其等政府都以陰謀論去合理化自己的行為。姆贝基治理下的南非政府在陰謀論的推動下進行了艾滋病重估运动，導致約330,000人因艾滋病而死。與2020年美國總統選舉結果有關的陰謀論致使人們冲击美国国会大厦。赞比亚政府因相信转基因食品阴谋论，而在饥荒期間拒绝粮食援助——当时赞比亚有300万人在挨饿。陰謀論也是公共卫生的一大障礙。它導致人們反對疫苗接種和饮水加氟等提升公共卫生水平的措施，跟疫苗可預防疾病的流行有一定關係。陰謀論的影響還有使人們對科学证据的信任下降、令极端主义团体更為激进、意识形态固化、損害经济。
阴谋论的傳播曾经只流于边缘受众，不過到了現代則因大眾媒體、互聯網、社交媒體而能夠更貼近主流，成为20世纪末21世纪初的一种文化现象，並開始相當程度的影響政策，這種風氣叫做後真相政治。它们為世界各地人口之信奉，甚至成為大多數人的信念。目前網路大規模陰謀論傳播的解方，主要是認為情況能透過保持开放社会和提高公众的分析思考能力來減少。

## 詞源應用
《牛津英語詞典》把陰謀論定義為「將已發生的事或現象視為因既得利益者在背後密謀而導致的一套理論。特別是认为某种隐蔽但有影响力的机构（通常具有政治动机和壓迫意圖）要对不明原因的事件负责」。它認為最早應用該組字詞的文獻為1909年於《美國歷史評論》上發表的一篇文章。不過此一用詞早在1870年4月便於印刷品上出現。英語的陰謀「conspiracy」為拉丁語「con-」（一起）跟「spirare」（呼吸）拼合而成。

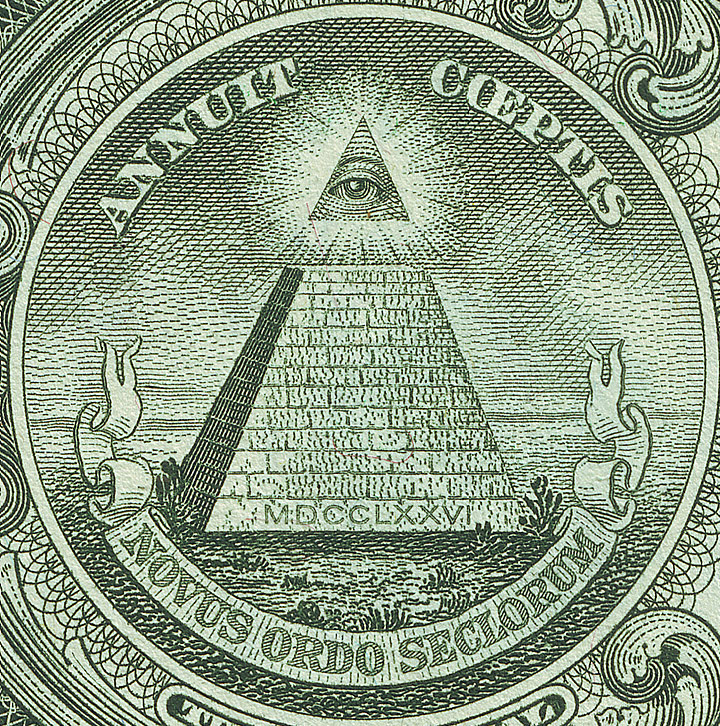
一些人認為一美元紙幣上的上帝之眼（或全視之眼）是美國開國元勛與光明會有關的陰謀證據

罗伯特·布拉斯基维茨（Robert Blaskiewicz）評論道，早在19世纪就有應用「陰謀論」一词的例子，并指出此一用詞在用法上一直帶有貶義。根据安德鲁·麦肯齐-麦卡格（Andrew McKenzie-McHarg）的研究，在19世纪，阴谋论一词仅仅是指「提出了一个可信的阴谋假设」，其「并不带有任何評價，不論是消極還是積極」，尽管有时如此标榜的假设会受到批评。「阴谋论」一詞本身便是陰謀論的對象——此一說法認為陰謀論一詞是中央情报局推廣給大眾，以使陰謀論支持者成為被嘲笑的對象，令人們對其失去信用，這點在華倫委員會批評者身上尤其突出。政治科學家兰斯·德哈文-史密斯（Lance deHaven-Smith）在其於2013年發表的著作《美國的陰謀論》（Conspiracy Theory in America）中寫道，自1964年華倫委員會就约翰·F·肯尼迪遇刺案推出報告，以及《紐約時報》在五篇報導中使用陰謀論一詞以來，它便成為了美國的日常用語。不過蒂宾根大学美国文学和文化史教授迈克尔·巴特（Michael Butter）批評了德哈文-史密斯的說法。他以德哈文-史密斯引用的中央情报局文件《关于〈沃伦报告〉的批评》（於1976年因《信息自由法》而公開）作有關理據，指其通篇都沒出現過「Conspiracy theory」一詞，只有提及「conspiracy theories」一次——「阴谋论[Conspiracy theories]经常使我们的组织受到怀疑，例如错误地声称李·哈维·奥斯瓦尔德幫過我們做事」。

## 跟陰謀的不同
陰謀論並不等同於陰謀，後者是指至少有二人參與的密谋。陰謀論者假定的陰謀具有若干特徵。例如陰謀論者的信念总是與有资格评价其准确性者（像是科学家或历史学家）的主流共識唱反調。阴谋论者认为自己拥有特權去获得受到社會迫害的知識，或視自己的思考模式受到污名、不能跟相信官方說法的大眾相提並論。迈克尔·巴尔昆形容陰謀論為「加諸於世界的模板，使得事件看上來更有秩序」。
真正的陰謀實際上很難去掩蓋，而且在實行過程中经常会遇到意想不到的问题。這點對於簡單的陰謀同樣適用。與之相比，阴谋论所指的阴谋通常做得滴水不漏，認為像官僚机构般的阴谋家集團可以以近乎完美的能力和保密性行事。陰謀論簡化了事件或現實情況的成因——把复杂或互相影响的因素，乃至偶然和意外都排除在外。把差不多所有的观察结果都解釋成阴谋者蓄意策划。
陰謀論經常推定阴谋者具有極度的惡意。如罗伯特·布瑞克顿（Robert Brotherton）所述：
阴谋论所推定的惡意，往往會超出私利、腐败、残忍、犯罪等範疇。他們所想的陰謀者不僅僅是具有自私議程或不同價值觀的人。相反，阴谋论假设的世界是十分黑白分明。在那个世界里，正邪斗争兩交鋒不斷。而大眾則為组织性迫害的受害者。他們所想的陰謀者往往是近乎纯粹的疯狂邪恶，並因此而行動。阴谋者至少會被指近乎毫无人性地漠视普通民众的基本自由和福祉。更为宏大的阴谋论則會將阴谋者描绘成邪恶的化身：我们所受的所有苦都是他们造成。他们经常犯下令人憎恶且难以想象的残忍行为，努力颠覆或摧毁我们所珍视的一切。

## 流行度
陰謀论信念遍佈世界各地。在非洲农村地区，阴谋论的常见目标有社会精英、敌方部落、西方世界。支持者往往認為阴谋家透過術法來實施阴谋，還有就是指責現代技術本身就是一種邪術，用以傷害或控制人民。在中国大陸，則廣為流傳着針對罗斯柴尔德家族的阴谋论。該一說法認為希特拉掌權、亞洲金融風暴、全球变暖都為罗斯柴尔德家族一手策劃。它有可能影響了大眾對於通貨政策的討論。
阴谋论的傳播曾经只流于边缘受众，不過到了現代則因大眾媒體而能夠更貼近主流，成为20世纪末21世纪初美國的一种文化现象。相信阴谋论的倾向跨越了党派和意识形态。陰謀論思維跟反政府取向和低政治效能感相关，陰謀論支持者认为政府對個人權利構成威胁，並會懷疑投票給誰是否真的重要。
世界上不少人支持阴谋论，當中部分甚至成為大多數人的信念。美國有很多人或多或少相信一些陰謀論。比如一項於2016年進行的研究發現，有10%美國人相信化学尾迹阴谋论「完全正確」，20-30%則認為其「有几分道理」。這「相当于美国人當中有1.2亿人相信『化学尾迹是真的』」。
網絡上有着不少阴谋论，它們以網誌、YouTube视频、社交媒体的形式流傳。但互聯網是否使陰謀論更為流行則仍待研究探討。已有研究探討了搜索引擎上的陰謀論結果，结果显示不同主题的阴谋论存在显著差异。陰謀論結果的連結普遍缺乏信誉，而且质量較低。
在奧巴馬在位期間，不少有關他的陰謀論開始流傳，其中一個有關其出生地的陰謀論稱他不是在夏威夷出生，真正的出生地點反而是肯尼亞。阿肯色州前州长、奥巴马的政治对手麥克·赫卡比及一眾共和黨人一再质疑奥巴马的公民身份，使此事於2011年成為頭條。
谷歌前工程師紀堯姆·查斯洛特指出YouTube的推薦算法為了將用戶更久地在網站看視頻，偏向推薦陰謀論的視頻。查斯洛特和他的團隊進行了18個月的研究，每項研究都發現YouTube在系統性地放大各類型的陰謀論視頻。

## 類型
陰謀論可以只影響本地，亦可以影響國際。它們一部分只聚焦於單一事件，另外一部分的範圍則涵蓋多個事件、整個國家地域，乃至一段歷史時期。

### 沃克五分類
杰西·沃克（2013年）把陰謀論分成五類：
- 外部敵人：指責外部某些人對社群圖謀不軌。
- 內部敵人：指責陰謀家就混在國內人民之中。
- 上層敵人：認為有权势者為自身利益而去操縱事件。
- 下層敵人：認為下層階級密謀顛覆社會秩序。
- 善意的陰謀：認為像天使般的勢力正在幕後改善世界，造福人群[60]。

### 巴爾昆三分類
迈克尔·巴尔昆把陰謀論分為三類：
- 跟事件有關的陰謀論：跟已有明確定義的事件有關的陰謀論。比如肯尼迪遇刺案、九一一袭击、艾滋病的傳播[61]。
- 體制性陰謀論：認為有人在密謀支配整個國家、地域，乃至全世界。根據此一類型的說法，陰謀者具有十分廣大的目標，不過陰謀的機制則一般較為簡單：某个邪恶的组织有着渗透和颠覆现有制度的計劃。此一類型的陰謀論很多時候會聚焦於犹太人、共濟會、共產主義、天主教会的「可疑」動向[61]。
- 超陰謀論：將多個陰謀論层层联到一起的陰謀論。最頂點為自有永有，全知全能的邪惡勢力。他把大卫·艾克和米爾頓·威廉·庫珀兩人的理念視為超陰謀論的例子[61]。

### 羅斯巴德的分类
穆瑞·羅斯巴德支持把陰謀論分成深淺兩層。羅斯巴德指出，「淺層」陰謀論支持者在觀察事件的同時會問到「這令誰獲益？」，然後一下子跳到結論，認為他所認定的受益人暗中影響事件進程。而「深層」陰謀論支持者則為先由直覺導出結論，然後才尋找證據。罗斯巴德形容後者為以某些事實來證實自身打從一開始就有的偏執。

## 陰謀論與證據的關係
支持者因自身的信念而去信奉陰謀論，此舉一般並非建基於證據之上。诺姆·乔姆斯基將陰謀論跟制度分析比較，指後者主要聚焦於知名機關的長期公開行為上，並以主流媒體或學術文件上的記錄佐證有關行為的真確性。阴谋论则跟制度分析相反，先假定世上存有跟某些人有關的秘密組織，然後推測他們會怎樣活動。相信陰謀論跟像合取谬误般的推理謬誤有關。
伦敦国王学院的克莱尔·伯查尔（Clare Birchall）形容陰謀論為一種「通俗易懂的知識或詮釋」。伯查尔在這使用了知識一詞，用以顯示阴谋论可以跟正當的認識方法聯繫起來。伯查尔認為與常见的阴谋论驳斥相比，正當與不正當的知識之間的關係比較接近。
若證明了多個陰謀者參與其中的說法是正確的，它們通常就會被稱為「調查性新聞」或「歷史分析」，而不是陰謀論——水门事件便是一例。而「水门事件阴谋论」則是用於代指被定罪者背後還有黑幕的假說。

## 修辭
陰謀論的修辭利用了几个重要的認知偏誤，比如比例性偏誤、假資訊來源、確認偏誤。最成功的阴谋论能吸引各界市民支持，致使宗教界、新聞界、政治界都有人信奉之。提倡者不一定真的相信該套陰謀論，反而有可能希望藉著陰謀論獲得公眾認可。部分阴谋论運用了訴諸情感的修辞策略，藉此说服一部分公众。
大多阴谋论都聚焦於知识的空白或含糊之處，然後藉此辯稱事情之所以是這樣，唯一的答案就是背後有人在密謀。凡是能直接支持其主张的证据，質量一般都十分低下。例如阴谋论往往以目击者的证词作佐證，不過它本身並不可靠，而且忽視了對證據的客觀分析。
阴谋论欠缺可证伪性，並靠著循環論證強化論點：不論是反對陰謀論的證據，還是實質證據欠奉，都能被陰謀論者視為支持其想法的證據，致使其成為了信念問題，並不能夠證明或反駁。阴谋论的认识策略稱為「級聯邏輯」：每當一項新證據出現時，阴谋论支持者都會宣稱這是另外一些人為隠藏真相而故意設好的「偽證據」，以此批評其本身不足以採信。任何与阴谋论相悖的信息，都会被視為阴谋者發放的假消息。同样，若缺乏直接支持阴谋论主张的证据，支持者則會把之視為「沈默的陰謀」；支持者把其他人没有发现或揭露任何阴谋的事实解作这些人就是阴谋的一部分，而不考慮到這可能是因為事件背後沒有陰謀。这种策略让阴谋论与中立的证据分析绝缘，使其无法受到质疑或纠正——這點稱為「认识上的自我绝缘」。
阴谋论支持者能從媒體的虚假平衡報導獲益。他们可能会宣称自己提出的是正當的替代觀點，故应予以同樣時間或篇幅讓其論證自身的觀點。比如提倡智能设计的教授爭論運動經常稱科學家密謀打壓其觀點。如果他们成功找到一個以辯論形式表達自身觀點的平台，那麼他们就会執著於在修辭上訴諸人身，攻击主流说法對其的批評，同時忽略自身立場有何缺點。
阴谋论的典型做法就是对当局的任何行动或声明提出质疑，哪怕自身理由多麽薄弱也好。然后采用双重标准去評價當局的答复，如果不能立即作出令阴谋论者满意的答复，即會說這證明了背後有陰謀。答复中的任何细微错误都會一再強調，同時寬待支持陰謀論的論點。
在科学领域，阴谋论者可能会认为一個科学理论可透過一點其所認定的缺陷來推翻，即使他們所說的事件極為罕見。此外，无视陰謀論支持者的宣稱，或對之進行反駁，都能被他們視為證明有陰謀的證據。其他阴谋论者的论点未必建基於科学；例如很多反對者在批評政府間氣候變化專門委員會的第二次评估报告時，都把焦點落在起草程序上。具体而言，他們會宣稱部分程序反映了压迫异议者的阴谋，成功地将公众讨论从科学帶開。

## 作為世界觀的陰謀論
歷史學家理查德·霍夫施塔特在1964年的一篇文章《美国政治中的偏执风格》中，論及了偏執狂和陰謀論在美国历史上的角色。伯纳德·贝林在其經典著作《美國革命的思想意識淵源》（1967年）中，同樣表示類似現象能在美國革命前的北美找到。陰謀史觀為人們的態度貼上標籤，乃至使陰謀論的範圍更為廣泛。
其中一項得到廣泛證明的陰謀論相關事實如下：相信某個陰謀論者，往往傾向於相信其他不相干的陰謀論。即使兩個陰謀論直接互相衝突，這點同樣適用——比如相信奥萨马·本·拉登在巴基斯坦受襲前已身故者，更傾向於相信其仍然在生。從這一發現可見，陰謀論者所相信的內容往往不如「當局在隱瞞些什麼」的想法重要。
弗兰克·P·明茨（ Frank P. Mintz）這名學者於1980年代使「陰謀史觀」（conspiracism）一詞更廣為人知。明茨把陰謀史觀定義為：「相信阴谋在历史发展中具備決定性作用」:4：
陰謀史觀满足了世界各地不同政治和社会团体的需要。它識別各路精英，然後把經濟和社會災難視之所為。认为一旦民众行动起來，将他们赶下权力岗位，情况就会好转。因此，阴谋论跨越了時代和意識形態:199。
《時代雜誌》的贾斯汀·福克斯認為，华尔街的交易员為較有阴谋意识的群体。他以一部分跟金融市場有關的陰謀論的真實性，以及陰謀論能夠為市場的日常活動提供必要的導向作相關論證。

### 中東
阴谋论在阿拉伯文化與政治中頗為常見。他們部分陰謀論跟殖民主義、錫安主義、超級大國、石油、反恐战争有關；他們可能視反恐战争為對伊斯蘭教發動的宗教戰爭。当地亦广为流傳着指稱猶太人密謀掌控世界的偽造文件《锡安长老会纪要》。罗杰·科恩認為，阴谋论之所以在阿拉伯世界受到歡迎，是因為他們「穷途末路」。阿尔-穆明（Al-Mumin）指出了阴谋论的危險性，表示它们「使我们远离真相，无法面对自己的错误和问题」。
奥萨马·本·拉登和艾曼·扎瓦希里利用有關美国的陰謀論，去为阿拉伯世界的基地组织爭取支持，把自身跟類似組織區分開來，不過他們有可能不相信從自己口中吐出的陰謀論。

### 美國
哈利·G·韦斯特（Harry G. West）等人表示，虽然在大眾的觀感上阴谋论者只是「边缘的少数」，但某些证据顯示，美国很多人或多或少相信一些阴谋论。韦斯特把阴谋论跟超民族主義和宗教原教旨主義相提並論。
神学家罗伯特·朱伊特（Robert Jewett）和哲学家约翰·谢尔顿·劳伦認為阴谋论在美国盛行的背後原因在於冷战、麦卡锡主义、抗拒權威的反文化运动。他们指出，不論左右翼，皆會以苏联的阴谋、華倫委員會報告的不一致之處、九一一襲擊等真實事件，去支持沒有得到證實的大規模陰謀的確存在的說法。
水门事件亦為其他陰謀論加添幾筆可信性，理查德·尼克松自身曾稱它作「墨迹测验」，其他人能夠不斷為之加添自己的猜想。
歷史學家凯瑟琳·S·奥姆斯特德（Kathryn S. Olmsted）提到了美國人傾向於相信陰謀論的三個原因：
1. 冷战期间，美国政府部分行动做得太过火，並有着一股秘密主义作风。相關例子：水门事件、塔斯基吉梅毒試驗、MKUltra计划、暗杀菲德尔·卡斯特罗事件。
2. 政府过去有着为了宣傳而支持阴谋论的先例。相關例子：二戰期間宣稱德國已滲透到美國、錯誤指責萨达姆·侯赛因在九一一襲擊中扮演着一定角色。
3. 美國政府把監視和骚扰持不同政見者視為《1918年煽动法》、反谍计划、红色恐慌等行動的一環，導致人民不信任政府[88]。

## 影響
陰謀論在歷史上跟偏見、獵巫、战争、种族灭绝存有密切關係。 恐怖袭击的肇事者往往对陰謀論深信不疑。提摩太·麥克維、安德斯·布雷维克、布伦顿·塔兰特，乃至納粹德國、苏联等地的政府都以陰謀論去合理化自己的行為。南非政府在陰謀論的推動下進行了艾滋病重估运动，導致了約330,000人因艾滋病而死。赞比亚政府因相信转基因食品阴谋论，而在饥荒期間拒绝粮食援助——当时赞比亚有300万人在挨饿。
陰謀論也是公共卫生的一大障礙。支持健康相關陰謀論的人較不願意遵循醫學建議，更有可能尋求替代療法。像药厂阴谋论般的反疫苗陰謀論信念，可導致疫苗接種率下降，跟疫苗可預防疾病的流行有一定關係。与健康相关的阴谋论往往会使人们反對饮水加氟，與MMR-自闭症事件一同影響人們對疫苗的信心。
很多激進或極端主義團體皆以陰謀論為基石。陰謀論可能使它們及內部成員的意識形態固化，使成員的信念更趨向極端。該些阴谋论的主題往往大同小異，部分出現根本性對立的團體會相信同一群陰謀者在背後密謀，比如極左或極右派皆有人支持反犹太陰謀論。普遍而言，相信阴谋论与极端和不接受妥协的立場有关，并可能帮助人们繼續採取同樣立場。虽然阴谋论并不总是出现在极端主义团体之内，而且在出现时也不一定会导致暴力事件，但阴谋论可以使该团体變得更极端、把仇恨引導至陰謀者上、使得成员在社会當中更為孤立。要求人們立即行動、訴諸偏見、將敵人妖魔化或視其為罪惡根源的陰謀論最容易激發暴力。
職場當中的陰謀論有可能損害經濟。比如它跟工作滿意度和貢獻低下有關，致使職員更有可能辭職。陰謀論跟職場謠言有著一些共同特點，兩者都會導致生產力下降，增加職場內的壓力。繼使上級的利潤減少、員工對其的信任度下降，損害公司形象。
阴谋论會轉移人們的關注點，使之難以聚焦在重要的社會、政治、科學問題。此外支持者會利用阴谋论诋毁科学证据，有關策略跟试图诋毁专家证词的律师如同。該些律師会宣稱作证的专家有着不可告人的动机；试图找人作供，以此暗示专家意见比实际情况更有分歧。
在某些情况下，阴谋论可能會對社會產生一定益處。比方說，它们可以帮助人们识别政府的欺骗行为，并鼓励政府以更透明的作風執政——這點在高压社会尤其明顯。不過真正的陰謀往往只能由像吹哨人和新聞工作者般的體制內人士揭穿，而阴谋论者所花费的精力大多都為枉费心機。那些煽动暴力、将弱势群体当作替罪羊、關乎重要社会问题的阴谋论，相對而言較有危险性。

## 對策
保持开放社会為對抗陰謀論的一線對策。此類社會需要同時存有多個可靠消息來源；官方資訊則需擺脫各種宣傳技倆，並讓廣大民眾視之為可靠的消息來源。此外需要有獨立的非政府組織糾正錯誤信息，不應要求民眾相信政府。除此之外，亦可從陰謀論信念的情感和社會特質入手，以減低陰謀論的吸引力。比如推廣分析性思維的對策更有可能有效。另外一些手段則以減少负面情绪為基石，改善希望感和賦權感。
直接打擊錯誤資訊可能具有逆效果。比方說，陰謀論可將不确定的信息重新解釋作其敘事的一部分，反驳一个说法可能會使之更為固化。此外發表對陰謀論的批評，可能會使之正當化。在这种情况下，則可能需認真選擇哪些是應該反駁的陰謀論、要求独立的观察者进行更多的分析、引入其他認知方法，以破壞其差劣的認識論。任何正當效應都可能在回應多個陰謀論時削弱。
然而現有證據顯示，向人们纠正事实，或强调阴谋论中的逻辑矛盾，在很多情况下都有着积极作用。例如在向九一一事件陰謀論支持者轉達专家和证人的陈述时，便體會出這點。如果某些批评挑战了某人的世界观或身份，那麼便較有可能適得其反。故此若能做到在批評的同時，避免這類挑戰，那麼便較有可能有效應對陰謀論。

## 心理學
自1960年代美國總統约翰·肯尼迪遇刺以來，大量有關此事的阴谋论便於美國民眾間傳播，使得心理學家、社會學家、民俗學家開始對阴谋论產生興趣。社會學家图尔凯·萨利姆·内费斯（Türkay Salim Nefes）强调了阴谋论的政治性质。他认为，這些說法主要是為了嘗試揭露社会群体中「真实而隐蔽」的权力关系。
研究顯示相信陰謀論可能對心理有害，或可視作一種病態。它跟心理投射和能夠透過馬基雅維利主義的程度预测的偏執思想有著強烈關係。相信阴谋论的倾向与思覺失調的精神健康障礙有著強烈關聯。陰謀論的傳播曾經只流於邊緣受眾，不過到了現代則因大眾媒體而能夠更貼近主流，成為20世紀末21世紀初的一種文化現象。人們在新聞或娛樂產品上接觸到不少陰謀論，致使他們更為接受陰謀或邊緣理念。
阴谋论的论点往往十分複雜而又詳細，當中有的論點看似具備分析或科學特質。不過相信陰謀論者主要受到情感驅使。分析性思維可使人們對陰謀論的信賴減少，當中一部分原因在於它強調理性和批判性認知。一些心理学家認為，跟陰謀論有關的解釋往往符合當事人在「阴谋」发生前，所抱持的坚定信念。

### 陰謀論的吸引力
相信阴谋论的心理动机可分为认识性、存在性和社会性三类。這些動機尤見於弱势和处境不利者。然而阴谋论信念不僅無助解決該些動機，還可能使得支持者自欺欺人，令情況變得更糟。比方說，儘管人們可能因無力感而支持陰謀論，但陰謀論同樣會使當事人的自主和控制感下降。此外相信陰謀論亦會使人們失去就現況採取行動的動機。
此外現有證據亦證實陰謀論具有其他不良影響。比如它們會使支持者對所認定的陰謀家更有負面觀感和不信任感——他們認為該些陰謀家因着反社會和憤世嫉俗的動機而行動。可合理預期此將使異化和失範的程度增加，繼令社会资本減少。它们也把公众描述成对所谓的阴谋家一无所知、无能为力，社会的重要事項皆由邪恶势力一手决定——这种观点很可能使人更具無力感。
认同阴谋论者背後有著各種各樣的理由。那些觉得阴谋论很有吸引力的人很多都表現出一種疏離感；不满自己的处境；有着一种非传统的世界观；還有就是感到无能为力。虽然人格的各个方面都会影响对阴谋论的易感性，但五大人格特质當中没有一个跟阴谋论信念有關。
政治科學家米高·巴爾昆在探討當代美國文化中對於陰謀論的運用時，认为其是用於代指「一種將事件解釋成特別強大而又狡猾的陰謀家為了達到某種邪惡目的，而在背後密謀所致的信念」。巴爾昆表示，陰謀論的誘人之處主要有三：
- 「首先，陰謀論宣稱能夠解釋制度分析所不能解釋的事。它們讓這個原本混亂無序的世界看上去十分合理。
- 其次，它們簡單而又吸引地把世界上的勢力二分成光明與黑暗。它們把所有的罪恶都追溯到一个源头——阴谋家及其代理人。
- 最後，阴谋论往往被說成他人不知道或不了解的特殊知识。对于阴谋论者而言，群众全都被洗脑，阴谋论者则可以庆幸自己识破了陰謀者的骗局。」[105]

美茵茨大学社会心理学系教授罗兰·伊姆霍夫（Roland Imhoff）的研究證實了上述三點。研究表明，相信某种觀點的人愈少，对阴谋论者就愈有吸引力。
人本主义心理学家认为，即使陰謀論當中的陰謀者幾乎都是與己方敵對，但支持者往往能從中找到使人感到一絲安慰的元素。因為他們認為某些人一手策劃事件本身，而該些陰謀者正好控制該些事件的劇本。故此若事件有一個陰謀集團在背後操縱，那麼便有希望使之瓦解，或可以加入它們。相信一个阴谋集团的力量事實上隱含著一種肯定人類尊嚴的主張——在無意識中肯定人類要對自己的行為負責。
人們可能會以陰謀論來解釋社會群體中的權力關係，以及黒惡勢力本身。研究者還提出了其他陰謀論的心理起源，比如投射；需要以「重大的原因去解釋重大的事件」；各類思想障碍的產物（像是偏执狂倾向），乃至患上了可以經由診斷確定的精神障礙。與將事件視作隨機、不可預知、不可解釋地發生相比，一些人更喜歡以社會政治的角度解釋事件，藉此減低不安全感。
贝雷特和里昂表示：「陰謀論是一種典型的替罪羊敍事，其将敌人妖魔化，視之為違反公眾利益的大陰謀的一壞，同时将替罪羊奉为敲响警钟的英雄。」

### 起源
一些心理學家認為通謀論的常見根源在於找尋意義。一旦認知到某種思路，確認偏誤和對於認知失調的迴避便可能使某種信念得以固化。若陰謀論滲入了社會集體，有關信念便可能因大眾強化而得以鞏固。
研究顯示，接受非理性阴谋论背后的潛在动机跟事件所造成的痛苦有關，這點可在九一一袭击事件上看到。此外曼徹斯特都會大學的研究亦發現，抱有「妄想觀念」者最有可能相信阴谋论。 研究还表明，人們愈受到這些非理性信念吸引，就愈不欲參與公民活動。相信陰謀論跟焦虑症、偏執狂、威權信念有關。
夸西姆·卡萨姆教授认为阴谋论者之所以相信阴谋论，是因為他們的思維存有缺陷（更確切地說，是他们的思想性格存有缺陷）。他引用了哲學家琳達·察格岑布斯基的著作《思想的美德》（Virtues of the Mind），以此論及知性上的美德（谦虚、谨慎、用心）與惡德（轻信、大意、闭关自守）。他表示該些美德有助於正確審視事情本身，而惡德則「阻碍了有效和负责任的调查」。也就是说，那些容易相信阴谋论的人欠缺知性上的美德之餘，亦拥有某些惡德。

#### 投射
一些歷史學家認為陰謀論當中存有心理投射的元素。此一說法認為陰謀論支持者會將自身的不良特點投射到陰謀者身上。歷史學家理查德·霍夫斯塔德（Richard Hofstadter）表示：
这个敌人在很多方面似乎都是自我的投射；「理想我」和「自身所不欲的我」都投射到他身上。偏执風格的一个根本悖论就是模仿敌人。例如敌人可能是舉界知名的知识分子，但自己卻在學術乃至知識量上超越了他……三K党模彷了天主教，以至於身穿牧師的法衣，制定一套差不多複雜的儀式和等級制度。約翰·博齊協會模彷了共產主義者的基層及「前線」組織，並稱它將會以跟『共匪』類近的路線進行意識形態鬥爭。反共原教旨主义組織「十字軍」的发言人公开表示，他们对共产主义事业所要求的奉献精神、纪律性、战術智慧感到钦佩。
霍夫斯塔德还指出，「性自由」是他們認定的陰謀家的共同特點：「支持者皆會在談吐上顯露出一股強烈的虐待慾望，比如，反共济会人士為虐待共济会成員此事感到喜悅」。

## 社會學
除了心理因素外，社会因素也有助于解释谁會相信阴谋论，以及他們會相信當中的哪些。比如選舉落敗者更傾向相信阴谋论。强调陰謀論的精英和领袖會使得思想具陰謀論傾向的追隨者趨向於相信之。
克里斯托弗·希欽斯形容陰謀論為「民主的廢氣」：由於大量信息在人與人之間不斷流傳，故陰謀論不可避免地出現。
阴谋论可以使人在情感上得到滿足——透過責備一個支持者不從屬的集團，去使他們認為自身不用為事件負上道德或政治責任。罗杰·科恩在為《纽约时报》擇文時同樣寫道：「没有选择权的心灵；……會诉诸阴谋论，因为它是无力者的最终避难所。如果你不能改变自己的生活，那一定是有更為強大的力量控制着这个世界」。
社会历史学家霍尔格·赫维格（Holger Herwig）在研究德国对第一次世界大战起源的解释时发现：「那些最重要的事件往往最難理解，因为它们吸引了神话創造者和骗子的關注」。

### 批判理論的影響
受到马克思主义啟發的批判理論自1970年代開始盛行。法國社會學家布鲁诺·拉图尔認為，它有可能使得陰謀論更於大眾文化中盛行。
拉图尔表示學術界9成的當代社會批評都利用了以下2種方法的其中1種：「事實立場」與「童話立場」:237。
- 「童話立場」：此一方法反對拜物教，认为「信仰的对象」（比如宗教、藝術）只是一門概念，而權力則被投射到这些概念上[誰說的？]；拉图尔认为，使用这种方法的人存有偏誤——認為自己的固執教條「最為科學支持」。虽然在表面上，他們十分注重事实完整、方法正确，但拉图尔指出，科學方法不過是為他們的心儀理論增添一層包裝罷了。
- 「事實立場」：此一方法認為外在因素（比如經濟、性別）经常在不知不觉中支配人的一切。[121]

拉图尔结论道，学术界的这两种方法都导致了一种两极化而又低效率的氛围。他設问道：「你现在明白为什么擁有一顆具批判性的头脑會那麼感觉良好吗？无论你采取哪种立场，『你总是对的！』」。
拉图尔指出，像全球暖化否定者和九一一真相運動般的陰謀論者已佔據了上述的社會批評：「也许我把阴谋论看得太重了，但我担心的是，在这些『本能地懷疑』的疯狂混合体中，我察觉到许多原為社會批評所用的武器：刻薄求证、自由並無止境地使用來自社會的有力解釋」。

### 融合性偏執
《华盛顿邮报》記者兼反戰運動批判者迈克尔·凯利（Michael Kelly）以自創詞「融合性偏執」去代指左右派在反戰議題和公民自由上的政治融合——他表示兩方之所以站在同一立場，是因為他們皆在相信同一套陰謀論或反政府觀點。
巴爾昆则借用了此一用詞，用以代指偏执陰謀論的融合——它們的傳播曾經只流於美國邊緣受眾，不過到了現代則因大眾媒體而能夠更貼近主流，致使20世纪末21世纪初的美国人民開始為世界末日或千年王國作準備。巴爾昆指出，独狼冲突与执法部门充当既有政治权力的威胁代理人有关。

## 阴谋论的可行性
物理學家大卫·罗伯特·格莱姆斯以參與的人數去計算陰謀論所指的陰謀需要多少時間揭穿。他以稜鏡計畫、塔斯基吉梅毒試驗、美國聯邦調查局鑑證醜聞這3件真實洩密事件的數據去計算之：
- 阿波罗登月计划阴谋论所涉及的參與人數達411,000人，並會在3.68年內揭穿；
- 氣候變化陰謀所涉及的參與人數達405,000人，並會在3.70年內揭穿；
- 疫苗接種陰謀所涉及的參與人數至少達22,000人（不包含藥廠），並會在3.15至34.78年內揭穿（視乎有多少人參與）；
- 封鎖高效治癌方法的陰謀所涉及的參與人數達714,000人，並會在3.17年內揭穿。

## 政治
哲學家卡尔·波普尔表示，基本歸因謬誤為陰謀論的核心問題，陰謀論支持者普遍認為每一個事件都是有目的、有計劃的，嚴重低估隨機和意外的影響。他在《開放社會及其敵人》一著中以「陰謀論社會」去形容一種把「战争、失业、贫穷、短缺等社会现象視為有權者或組織直接设计之结果」的理念。波普尔认为，極權主義建立在阴谋论之上；部落主義、沙文主义、种族主义促成了該些妄想。他亦表示陰謀家很少達到其目標。
真正的阴谋在历史上影响並不大，而且陰謀者往往需承受不可預見的後果。正如布魯斯·卡明斯指出，历史反而「被人類全體之力和龐大的集體結構所撼動」。

## 案例

### 政治
- 新世界秩序：此理論認為有少數權力精英組成的秘密集團在幕後操控世界，透過各種秘密社團、兄弟會、紳士俱樂部、科研機構、非營利組織、智庫、政府部門、企業行號與許多國際組織來推動議程。其操控範圍廣布於政治、國防、金融、商業、運輸、教育、科學、資訊、電信、醫藥、食物、能源、民生、工業、宗教、媒體、娛樂、文化等領域，目標是建立少數人控制、全球一體化的專制世界政府，取代傳統的主權民族國家，搭建出一個長期穩定但不保障個人權益的社會。
- 假政變：各國政府，特別是美國政府，被指控進行虛假政變，以便在國外設置友好政府。其中一些被證實，如1953年伊朗政變，秘密政變推翻伊朗民選領導人。其他一些政變被一些人認為可能是積極支持美國政府，包括：1963年美國肯尼迪遇刺事件、1991年海地政變、1992年委內瑞拉政變企圖、1998年印尼革命（英语：Fall of Suharto）、1999年巴基斯坦政變
- 1947年國際共產主義陰謀論
- 1968年芝加哥審判陰謀論
- 1998年大量右翼陰謀論（英语：Vast right-wing conspiracy）
- 肯尼迪遇刺案陰謀論：是最著名的陰謀論之一，認為美國政府某個秘密組織暗殺了甘迺迪，並且一手遮掩。這個故事拍成了電影「刺杀肯尼迪」。
- 深層政府：指一個非經民選，由軍事工業複合體／金融巨頭／情報機構所組成的，為保護它們自己的既得利益，幕後真正控制國家的非法集團[131]。由於唐納·川普就任美國總統後的政治局勢緊張，該術語已自2017年被廣泛使用[132]。
- 2023年李克强之死，年仅68岁，卸任中国国务院总理仅半年多的李克强因心脏病发死亡。由于中共中央总书记习近平被指大量清除异己，李克強在中国党政领导层中年事尚不算高，虽然报道提到有部分会引起心脏有关的疾病（心肌炎[133]、糖尿病[134]、做过冠状动脉搭桥手术[135]），但逝世前并没表现明显的健康問題，以及此前有傳言李克強生前與習近平不合且權力被習近平架空[136][137][138]，所以有人猜測其死因和习近平有关。[139][140][141]

### 科技
- 加水就能跑的車子，阴谋论者认为，其觸犯了既得利益者之利益，而被特務機關抹殺。
- Avro Arrow（英语：Avro Arrow）
- Vril Society 維利協會（英语：Vril）
- 誰消滅了電動車
- 尼古拉·特斯拉
- 太陽神卡特爾
- 免費能源被打壓陰謀論
- 蒙淘克計劃
- 高頻主動式極光研究計劃
- 化学尾迹阴谋论
- 費城實驗
- MKUltra計劃：CIA的洗腦研究
- 阿波羅登月計劃陰謀論，認為美國政府在攝影棚內製造出登陸月球的假象。
- 通用汽車電車陰謀

### 外星人
- 美國軍方隱瞞論：軍方刻意向外散佈一些誇張失實的外星人謠言。久而久之，使國民覺得外星人只是無稽之談，降低普羅大眾對外星人的興趣及相信程度。
- 納粹飛碟：納粹德國於第二次世界大戰期間在布拉格建立了飛行試驗基地，並研發出軍用飛碟（英语：Military disc-shaped aircraft）。而在蘇俄紅軍攻入布拉格後，納粹科學家緊急銷燬當時眾多的原型、藍圖、樣本，根據傳言，這些頂尖的科學家在戰後被帶往美國從事秘密武器的研發。此理論被探索频道拍成紀錄片《真實的飛碟》。
- 51區
- 羅斯威爾飛碟墜毀事件：由於美國政府對其進行情報控制，相關的小報消息与都會傳奇就成為陰謀推測的材料，著名的包括51區跟軍方的新型秘密飛行器。
- 外星技術：近代的一些科學成果其實是參考、模仿或學習一些外星智慧生命的產物，因此某些組織或政府想隱藏當中的一些資料，特別是為面對國與國之間的軍事和技術競賽。
- 黑衣人
- MJ-12

### 災難和末日

#### SARS
嚴重急性呼吸道症候群（SARS）在2002年至2003年間爆發疫情時，因其源於中國南方並向外蔓延至世界各國，故有傳言指出SARS是美国政府有意或意外外流的生物武器，在SARS發生期間便有民眾私下議論此一可能，因為他們認為SARS是广东沿海居民長期嗜食野味，因而感染的一种类似禽流感的变异生命体细菌；但2008年台湾國安局局長蔡朝明在立法院接受質詢時，曾聲稱SARS可能為中国政府的生物武器，SARS的疫情來去如風，而中国大陆受害程度之高，令好多人有所猜測。

#### 911恐怖攻擊
有論者認為美國政府高層與大商家覬覦伊拉克境內的石油儲備，所以自導自演是次恐怖襲擊，不惜犧牲國民性命，更誣衊伊拉克境內有大殺傷力武器以便決定全面出兵。論者對世貿大樓的襲擊，有以下懷疑：
1. 飛機撞擊大樓後漏出的燃油所燃燒的高溫，並不足以燒熔鋼筋以至影響全棟大廈的結構。
2. 建築歷史上的所有鋼筋大樓，並沒有一棟是因為燃燒而倒塌。
3. 大樓倒塌的速度類似裝有炸藥的拆樓解體。
4. 世貿一號及二號大樓遭飛機撞擊，七號大樓並沒有遭到任何有記錄的襲擊，卻在同一日與一號及二號大樓一同倒塌。
5. 世貿大樓群的擁有者Larry Silverstein於911襲擊前幾個月為大樓更新99年期租約，及購買大額損毀賠償，指明包括恐怖襲擊。
6. 時任紐約市長朱利安尼迅速地將世貿殘骸當作廢物運出國外，當中有否炸藥引致的爆炸痕跡已經不能被鑑別。

亦有論者認為是次恐怖襲擊的幕後策劃係以色列猶太復國主義者。目的是製做世界混亂，國與國甚至人與人之間互不信任，從而販賣各種大小武器圖利為副，最終實現統一世界為主。

### 體育
每一屆世界盃都必然有至少一組被譽為死亡之組，2006年世界盃抽籤，阿根廷被編入被譽為死亡之組的C組，同組對手包括歐洲勁旅荷蘭、非洲黑馬科特迪瓦和pot4唯一一隊歐洲隊塞黑，阿根廷傳媒揚言有幕後黑手做小動作，將阿根廷兩度被抽進死亡之組。而意大利傳媒亦認為德國前國家隊隊長馬圖斯將pot4中實力較強的美國抽中和意大利同組是有內情。

### 宗教
撒但是基督教對魔鬼的名稱。由於猶太人相信“666”這個數字是魔鬼的代表，有不少物品並認為與魔鬼崇拜有聯繫。例如：條碼的“6”字無論從左往右或是從右往左掃描都是一樣，所以亦被用來當作條碼的分隔線。這樣，每一組條碼都會兩個“6”字包著。所以因此而說每一個條碼都隱藏著“獸名數目”，並聲言當世界末日來臨之時，魔鬼會要求每個人在額上印上一個條碼。

### 經濟
国际大財團在背後壟斷了國家經濟以及政治的主導權，为自己图谋暴利。宋鸿兵的《货币战争》对此详细描述。

## 延伸閱讀
- Aaronovitch, David. . Riverhead. 2010. ISBN 978-1-59448-895-5.
- Arnold, Gordon B. (编). . Praeger Publishers. 2008: 200. ISBN 978-0-275-99462-4.
- Burnett, Thom.  Conspiracy Encyclopedia: The Encyclopedia of Conspiracy Theories
- Butter, Michael, and Peter Knight. "Bridging the great divide: conspiracy theory research for the 21st century." Diogenes (2016): 0392192116669289.  online （页面存档备份，存于）
- Chase, Alston. . New York: W. W. Norton. 2003. ISBN 978-0-393-02002-1.
- Coward, Barry (编). . Ashgate Publishing. 2004. ISBN 978-0-7546-3564-2.
- (PDF). CQ Researcher. 2009-10-23, 19 (37): 885–908  [2017-02-08]. ISSN 1056-2036. （原始内容 (PDF)存档于2010-12-15）.
- Cziesche, Dominik; Jürgen Dahlkamp, Ulrich Fichtner, Ulrich Jaeger, Gunther Latsch, Gisela Leske, Max F. Ruppert. . Der Spiegel. 2003  [2006-06-09]. （原始内容存档于2012-03-23）.
- De Graaf, Beatrice and Zwierlein, Cornel (eds.) Security and Conspiracy in History, 16th to 21st Century （页面存档备份，存于）. Historical Social Research 38, Special Issue, 2013
- Fleming, Chris and Emma A. Jane. Modern Conspiracy: The Importance of Being Paranoid. New York and London: Bloomsbury, 2014. ISBN 978-1-62356-091-1.
- Goertzel, Ted. "Belief in conspiracy theories." Political Psychology (1994): 731–742.  online （页面存档备份，存于）
- Harris, Lee. "The Trouble with Conspiracy Theories," The American, 2013-01-12.
- Hofstadter, Richard. The paranoid style in American politics (1954). online
- Johnson, George. . Los Angeles: Jeremy P. Tarcher. 1983. ISBN 978-0-87477-275-3.
- McConnachie, James; Tudge, Robin. . Rough Guides. 2005. ISBN 978-1-84353-445-7.
- Melley, Timothy. . Ithaca, New York: Cornell University Press. 1999. ISBN 978-0-8014-8606-7.
- Meigs, James B. . Popular Mechanics. Hearst Communications. 2006  [2006-10-13]. （原始内容存档于2006-10-24）.
- Nefes, Türkay Salim. . Journal of Historical Sociology. 2012, 25 (3): 413–39. doi:10.1111/j.1467-6443.2012.01434.x.
- Nefes, Türkay Salim. . The Sociological Review. 2013, 61 (2): 247–64. doi:10.1111/1467-954X.12016.
- Oliver, J. Eric, and Thomas J. Wood. "Conspiracy theories and the paranoid style (s) of mass opinion." American Journal of Political Science 58.4 (2014): 952–966.  online （页面存档备份，存于）
- Parsons, Charlotte. . BBC News – Americas (BBC). 2001-09-24  [2017-02-08]. （原始内容存档于2006-07-01）.
- Pipes, Daniel. . New York: St. Martin's Press. 1998. ISBN 978-0-312-17688-4.
- Pipes, Daniel. . New York: The Free Press. 1997. ISBN 978-0-684-87111-0.
- Pigden, Charles. . Philosophy of the Social Sciences. 1995, 25 (1): 3–34. doi:10.1177/004839319502500101.
- Sagan, Carl. . New York: The Random House. 1996. ISBN 978-0-394-53512-8.
- Slosson, W. "The 'Conspiracy' Superstition," The Unpopular Review, Vol. VII, N°. 14, 1917.
- Sunstein, Cass R., and Adrian Vermeule. "Conspiracy theories: Causes and cures." Journal of Political Philosophy 17.2 (2009): 202–227. online （页面存档备份，存于）
- Uscinski, Joseph E. and Joseph M. Parent, American Conspiracy Theories (2014) excerpt （页面存档备份，存于）
- Uscinski, Joseph E. "The 5 Most Dangerous Conspiracy Theories of 2016" POLITICO Magazine (2016-08-22) （页面存档备份，存于）
- Vankin, Jonathan; John Whalen. . New York: Citadel Press. 2004. ISBN 978-0-8065-2531-0.
- Wood, Gordon S. "Conspiracy and the paranoid style: causality and deceit in the eighteenth century." William and Mary Quarterly   (1982): 402–441. in jstor （页面存档备份，存于）